# Фернандо Понсе де Леон-и-Менесес
Фернандо Понсе де Леон (исп. Fernando Ponce de León; ум. ок. 1331 года) — кастильский дворянин из дома Понсе де Леон. Сын Фернана Переса Понсе де Леона, сеньора Пуэбла-де-Астурия, Кангас и Тинео, и Урраки Гутьерреса де Менесес. Правнук короля Леона Альфонсо IX.
Он был сеньором Марчены, Борноса, Эсперы, Роты и Чипионы, а в королевстве Арагон ему принадлежали земли Фрескано, Понцано и Селия вместе с их замками.

## Семейное происхождение
Один из трех сыновей Фернана Переса Понсе де Леона (+ 1291) и Урраки Гутьеррес де Менесес. По отцовской линии его бабушкой и дедушкой были Педро Понсе де Кабрера и Альдонса Альфонсо де Леон, внебрачная дочь короля Леона Альфонсо IX, а по материнской линии он был внуком кастильского дворянина Гутьерре Суареса де Менесеса и Эльвиры де Соуза.
Среди его братьев и сестер были Педро Понсе де Леон, главный аделантадо границы Андалусии и королевский майордом, и Хуаны Понсе де Леон, которая была матерью Леонор де Гусман, любовницы короля Кастилии Альфонсо XI.

## Биография

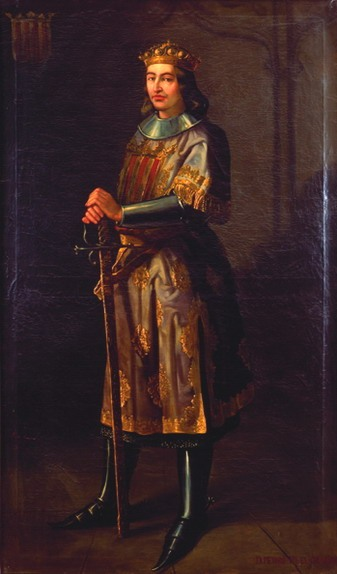
Воображаемый портрет короля Арагона Педро III, работа Мануэля Агирре-и-Монсальбе. 1854 г. (Провинциальный совет Сарагосы)

Его дата рождения неизвестна. Его отец был сеньором Пуэбла-де-Астурия, Кангас и Тинео и занимал посты главного аделантадо на андалузской границе и майордомом короля Кастилии Альфонсо X, будучи также наставником инфанта Фернандо де Кастилья, сына короля Кастилии Санчо IV. А историк Франсиско Руано указывал, что с юности Фернандо Понсе де Леон подтверждал многочисленные привилегии и документы во время правления Санчо IV и Фернандо IV, благодаря своему статусу знатного вельможи и своим отношениям с королем, поскольку он был троюродным братом Фернандо IV. Они оба были правнуками короля Леона Альфонсо IX. А при распределении земель, проведенном Санчо IV в королевстве Леон после убийства Лопе Диаса III де Аро, сеньора Бискайи, и которое имело место в 1288 или 1291 году, Фернандо Понсе де Леон получил 28 800 мараведи, то есть 1,2 % от общего числа распределенных, в то время как его брат Педро Понсе получил 120 630 мараведи, что составляет 5 % от общего числа.

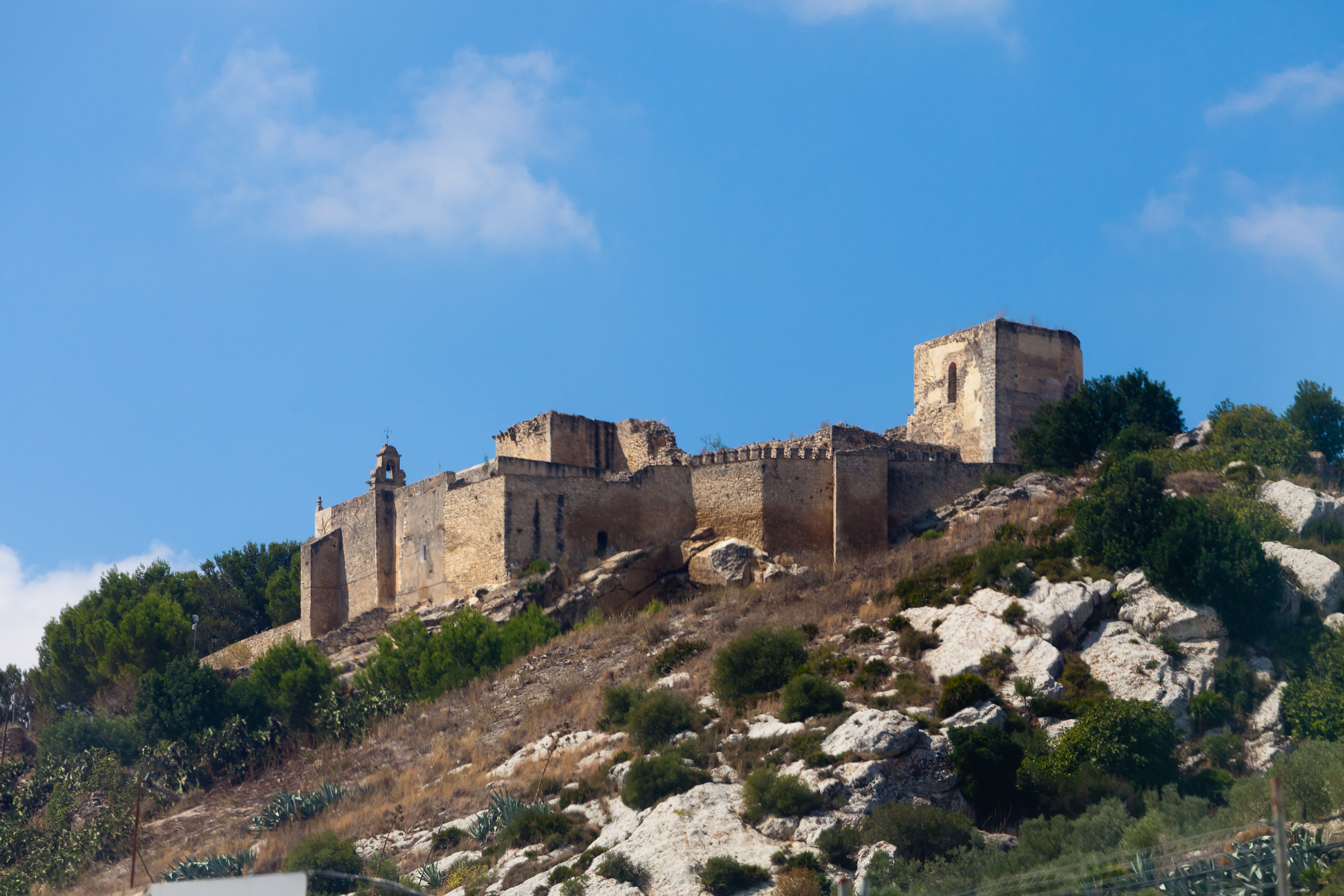
Замок Эстепа

В юности Фернандо Понсе де Леон имел некоторые разногласия с королем Кастилии и покинул его королевство, перейдя в королевство Арагон, где он продолжил служить королю Педро III, который подарил ему город Фрескано, а позже и Понцано и Селия, а затем Фрескано было передано в руки Артала де Луны. Позже Фернандо вернулся в Кастилию и снова поступил на службу к королю, хотя планировал отправиться в мусульманское королевство Марокко, чтобы служить своему королю против его врагов, но Гусман эль Буэно, его будущий тесть, отговорил его от этого. Историк Хуан Луис Мата Карриасо подчеркнул, что Фернандо Понсе де Леон был архитектором создания Понсе де Леон в Андалусии, и подтвердил, что он был «исключительным персонажем, который из-за своего статуса второго сына ищет счастья в нижней долине Гвадалквивира с умным поведением, которое сочетает в себе близость к монарху, воинственную активность на границе и возможность добиться очень удобно».
В 1303 году он женился на Изабель де Гусман (ок. 1285 — после 1332), старшей дочери Гусмана эль Буэно, сеньора Санлукар-де-Баррамеда и известного защитника города Тарифа, и Марии Альфонсо Коронель. Чтобы ещё больше укрепить связи между обеими семьями, в 1303 году Беатрис Понсе де Леон, сестра Фернандо Понсе де Леон, и Хуан Алонсо Перес де Гусман (1285—1351), сын Гусмана эль Буэно, а позже 2-й сеньор Санлукар-де-Баррамеда, также поженились.

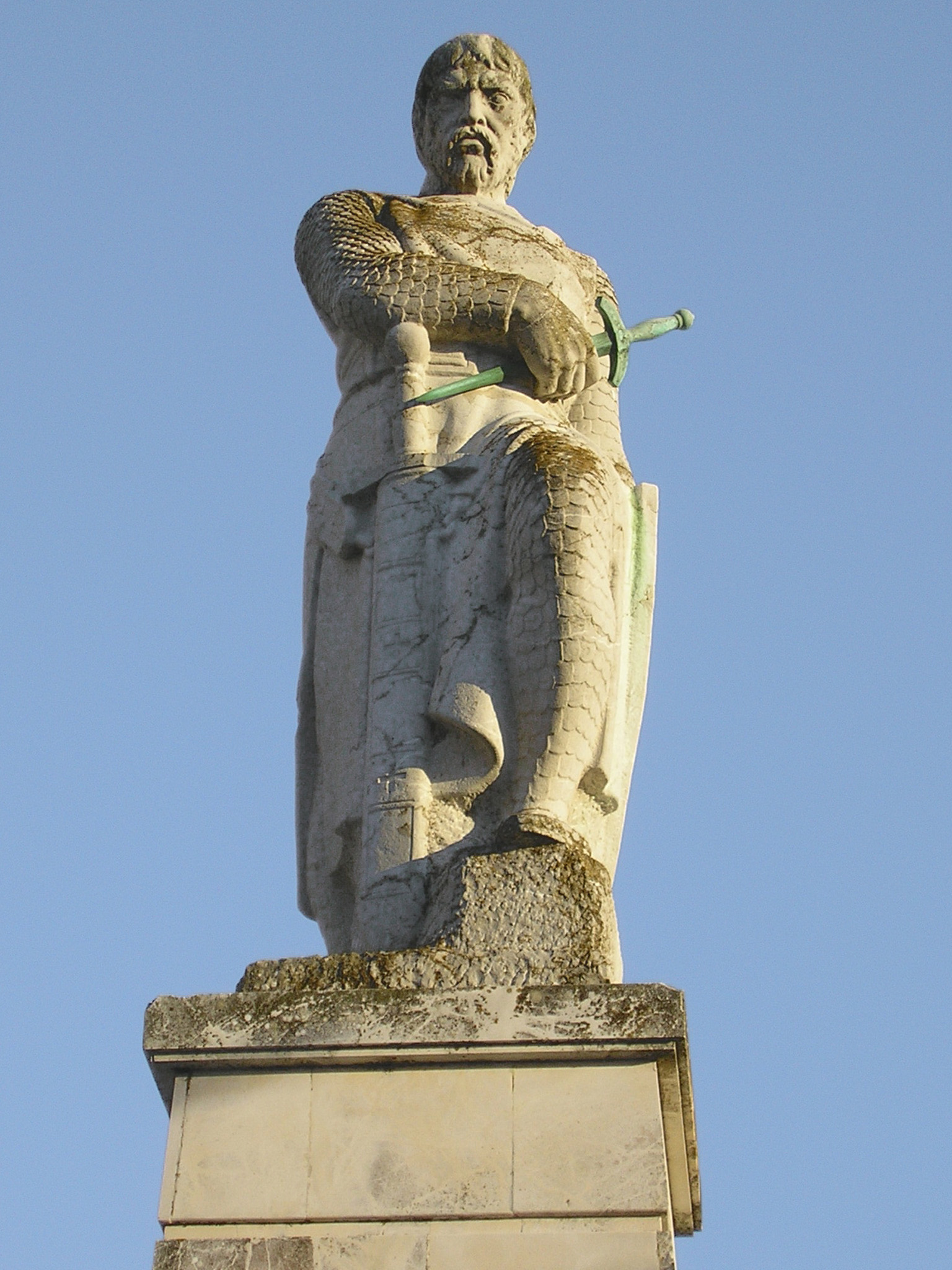
Статуя Гусмана Доброго в Тарифе.

24 сентября 1304 года, когда он находился в городе Леон, король Фернандо IV пожаловал Фернандо Понсе де Леону деревни Борнос и Эспера, расположенные в районе Аркос-де-ла-Фронтера, а также другие деревни, такие как Фатетар, Карисса и Сантьяго де Кристо, чтобы вознаградить его за оказанные услуги, а также в благодарность за то, что он был его отцом, Фернаном Пересом Понсе де Леоном, наставником монарха. Деревни Борнос и Эспера, как указывал Хуан Луис Карриасо Рубио, "обеспечивали защиту Аркоса (де-ла-Фронтера) через Гвадалете и, прежде всего, они защищали доступ во внутренние районы Севильи с юга.
18 декабря 1309 года король Фернандо IV пожаловал Фернандо Понсе де Леону, когда тот находился в Альхесирасе, сеньорию Марчена и городской замок в качестве награды за услуги, оказанные монарху во время осады и для того, чтобы обеспечить заселение и оборону города. Новый сеньор Марчены отныне будет иметь власть в гражданском и военном порядке управлять землями и людьми своего домена.

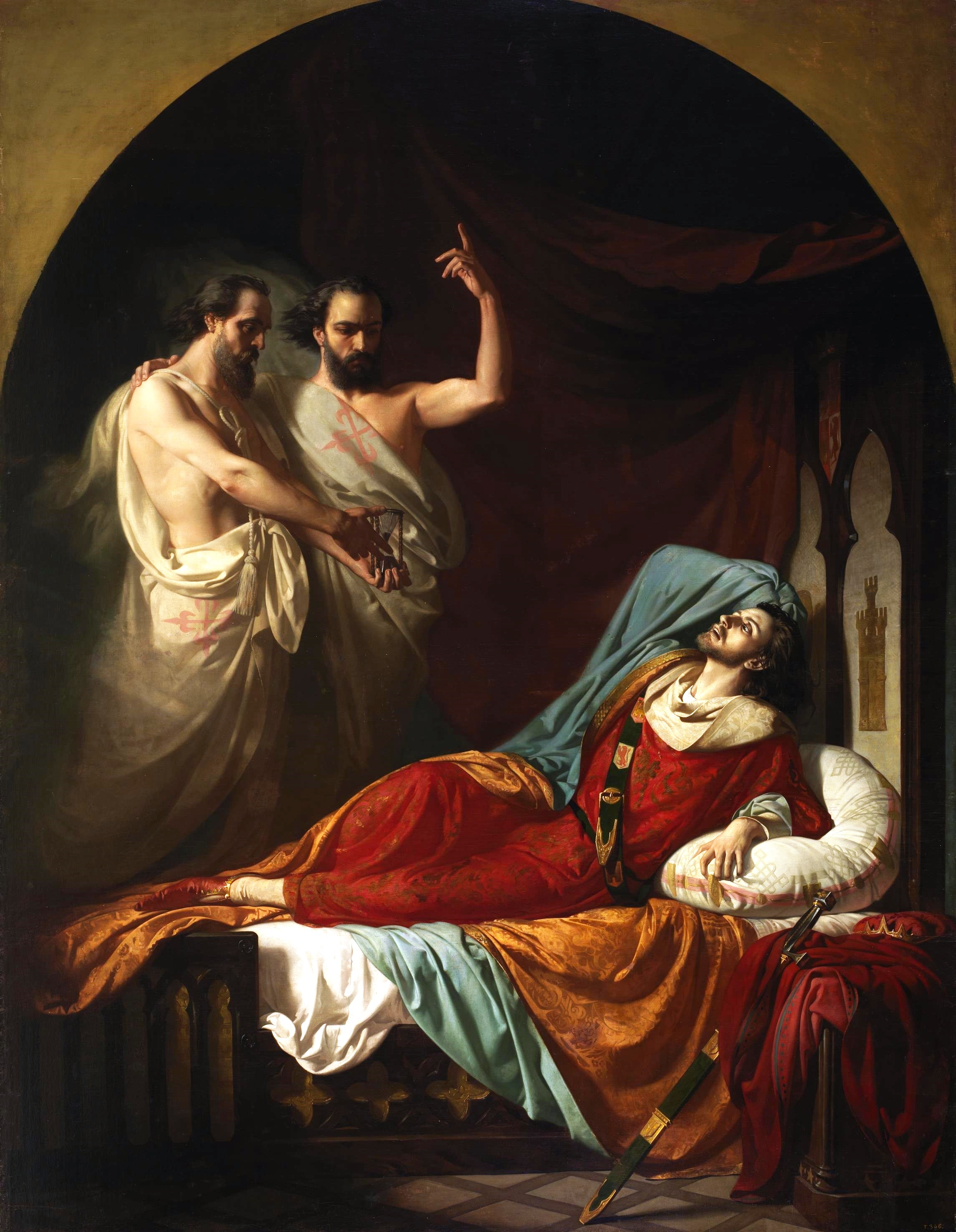
Последние минуты Фернандо IV. Холст, масло Хосе Касадо дель Алисаль. 1860 г. (Дворец Сената Испании).

Историк Рафаэль Санчес Саус подчеркнул, что с течением времени ветвь сеньоров Марчены, начатая Фернандо Понсе де Леоном, станет главой его рода, так как маркизы Кадис и герцоги Аркос, и на протяжении веков многочисленные историки спорили из-за наследства, предоставленного в качестве приданого Фернандо Понсе Изабель де Гусман, ключом к спору было то, как сеньория Марчена оказалось в руках семьи Понсе из Леон. Хронист Педро Баррантес Мальдонадо указывал в XVI веке, что старшая дочь Гусмана эль Буэно внесла свой вклад в брак в качестве приданого Рота, Чипиона, половина Аямонте и 100 000 мараведи в год в присяге на доход Марчены, и Франсиско де Радес указал, что Марчена и Рота были переданы Фернандо Понсе де Леону в качестве приданого его женой. С другой стороны, историк Рафаэль Санчес Саус утверждал в 1989 году, что сто тысяч мараведи в год на доход Марчены и остальная часть приданого, внесенная его женой, позволили Фернандо Понсе де Леону «купить остальную часть города» Марчены у Фердинанда IV, который сделал его сеньором в 1309 году, и упомянутый историк также указывает, что Изабель де Гусман также жертвовала 50 000 мараведи в год в Медину-Сидонию, город, на который семья Понсе де Леон оказывала большое влияние до тех пор, пока Альфонсо XI Кастильский подарил её своей возлюбленной Леонор де Гусман.
Однако Педро де Салазар-и-Мендоса заявил в XVII веке, основываясь на пожертвовании, сделанном королем Фернандо IV в декабре 1309 года, что Марчена никогда не принадлежала Гусману эль-Буэно, и поэтому он не мог отдать её своей дочери в качестве приданого, и Хуан Луис Карриасо Рубио, со своей стороны, в 1997 году выдвинул следующую гипотезу:
Приданое, покупка и королевское пожертвование прекрасно совместимы. Передав права на Марчену Фернану Пересу Понсе (Фернандо Понсе де Леон), ему было бы легче купить остальную часть города у монарха. Королевская милость с уступкой светлости, оправданной оказанными военными услугами, последовала бы немедленно и санкционировала бы уже существующую реальность. Теперь это все ещё гипотеза о включении Марчены в приданое Изабель де Гусман.
В 1312 году король Кастилии Фернандо IV умер, и во время несовершеннолетия Альфонсо XI Фернандо Понсе де Леон поддерживал королеву Марию де Молину и её сына, инфанта Педро, и присутствовал на собрании Генерального братства Андалусии, проходившем в Кордованском муниципалитете Пальмы-дель-Рио 8 мая 1313 года, на котором также присутствовали представители городов Севильи, Кордовы, Хаэна, Кармоны, Убеды, Баэсы, Ньеблы, Эсихи, Херес-де-ла-Фронтера, Андухара, Архоны и Сантистебан-дель-Пуэрто. На указанном собрании они пытались гарантировать безопасность Андалусии и её побережий от возможных мусульманских нападений, а также контролировать использование королевских доходов из региона, и несмотря на то, что на собрании братства, состоявшемся в 1312 году их члены согласились не допускать богатых людей, Фернандо Понсе де Леон и Лопе Руис де Хаэн были допущены, возможно, потому, что их земли и вассалы могли сыграть решающую роль в защите границы с королевством Гранада.
В начале 1325 года адмирал Алонсо Жофре Тенорио, имевший контроль над Севильским Алькасаром, предал инфанта Фелипе де Кастилья, который был одним из воспитателей короля, и после взятия под свой контроль города Севилья был изгнан из было несколько знатных сторонников упомянутого инфанта, среди которых были Педро Понсе де Леон Старший, сын Фернандо Понсе де Леона, и Мария Альфонсо Коронель, свекровь первого, как записано в главе XXXIX Хроники Альфонсо XI, и в главе XLVII Великой хроники Альфонса XI.
Точная дата его смерти неизвестна, хотя, по мнению различных историков, это должно было произойти около 1331 года, поскольку Фернандо Понсе де Леон входит в число тех, кто подтвердил привилегию, предоставленную 18 февраля 1330 года, которой король Альфонсо XI подтвердил свои привилегии монастырю Сан-Хулиан-де-Самос, и все же 6 апреля 1331 года, год спустя, король подтвердил его сыну, Педро Понсе де Леон Старшему, владение сеньорией Марчена за то, что его отец уже умер.

## Погребение
Некоторые авторы утверждают, что неизвестно, где был похоронен Фернандо Понсе де Леон, хотя историк Педро Баррантес Мальдонадо указал, что он был похоронен в исчезнувшем монастыре Сан-Агустин в Севилье, где также находилась его сестра Беатрис Понсе де Леон, похоронен и его сын Педро Понсе де Леон Старший, умерший в 1352 году.

## Брак и потомство
Он женился на Изабель де Гусман, дочери Гусмана эль Буэно и Марии Альфонсо Коронель, в 1303 году, и в результате их брака родилось двое детей:
- Педро Понсе де Леон Старший (ум. 1352), сеньор де Марчена, кастильский дворянин и рыцарь Ордена Банды
- Фернандо Перес Понсе де Леон (ум. 1355), магистр Ордена Алькантара (1346—1355).